# دان دوغلاس
دان دوغلاس (بالإنجليزية: Dan Douglas)‏ هو فلاح وشخصية أعمال وسياسي أمريكي، ولد في 29 يناير 1957 في روجرز في الولايات المتحدة. حزبياً، نشط في الحزب الجمهوري. وقد انتخب عضو مجلس نواب أركنساس.